# Werner Schwarz (Maler)
Werner Schwarz (* 19. September 1924 in Dermbach; † 2010) war ein deutscher Maler.

## Leben und Werk
Schwarz absolvierte eine Lehre als Dekorationsmaler und nahm danach als Soldat der Wehrmacht am Zweiten Weltkrieg teil. Nach der Rückkehr aus der Kriegsgefangenschaft studierte er von 1946 bis 1951 in Erfurt Kunsterziehung. Danach arbeitete er in Dermbach als freischaffender Maler und Grafiker.
Schwarz war ein typischer Vertreter des sozialistischen Realismus. Er unterhielt enge Kontakte zu Brigaden in Betrieben des heimischen Kalibergbaus, arbeitete künstlerisch in diesen Betrieben und erhielt in der DDR öffentliche Aufträge, so widmete er in den Jahren 1971, 1984 und 1986 Ölgemälde dem Propagandahelden Rudi Arnstadt.
In seinem Wohnort engagierte sich Schwarz u. a. im Dermbacher Carneval-Club.
Schwarz war bis 1990 Mitglied des Verbands Bildender Künstler der DDR.

## Ehrungen (unvollständig)
- 1980: Vaterländischer Verdienstorden in Bronze
- 1986: Theodor-Körner-Preis

## Werke (Auswahl)

### Tafelbilder
- Schichtwechsel (1958, Tempera, 56 × 120 cm)[3]
- Kalikombinat Werra (1960, Öl, 90 × 120 cm)
- Winterfreuden (um 1962, Öl, 65 × 70 cm)[4]

### Druckgrafik
- Kaliwerk „Ernst Thälmann“ (um 1962, Monotypie, 50 × 40 cm)[5]
- Glasbläser (1964, Radierung)[6]
- Eselreiten (1964, Radierung, 32 × 21 cm)[7]
- Aus dem Kalischacht (1966, Folge von Aquatinta-Radierungen) u. a.[8]
- Deshalb: Für den Frieden (1981, Radierung, 21 × 30 cm)[9]

## Ausstellungen (unvollständig)

### Einzelausstellungen
- 1959: Meiningen, Meininger Museen („Reise in die CSR“. Graphik, Aquarelle, Ölgemälde)
- 1983: Suhl, Galerie am Steinweg (mit Erich Wurzer)
- 1984: Meiningen, Staatliche Museen (Malerei und Grafik)

### Teilnahme an zentralen und wichtigen regionalen Ausstellungen in der DDR
- 1958/1959, 1962/1963 und 1967/1968: Dresden, Vierte bis VI. Deutsche Kunstausstellung
- 1961: Berlin, Akademie der Künste (Jahresausstellung 1961. „Junge Künstler. Malerei“)
- 1964: Berlin, Nationalgalerie („Unser Zeitgenosse“)
- 1970: Berlin, Altes Museum („Im Geiste Lenins“)
- 1971 bis 1974: Suhl, vier Bezirkskunstausstellungen
- 1971: Berlin, Altes Museum („Das Antlitz der Arbeiterklasse in der bildenden Kunst der DDR“)
- 1974: Weimar, Galerie im Schloss („Kunst für uns“)
- 1985: Erfurt, Gelände der Internationalen Gartenbauausstellung („Künstler im Bündnis“)
- 1986/1987: Suhl („Das sicher sei, was uns lieb ist“. Ausstellung zum 40. Jahrestag der Gründung der Grenztruppen der DDR)